# Dmitriewskie osiedle wiejskie
Dmitriewskie osiedle wiejskie (ros. Дмитриевское сельское поселение) – jedno z 9 osiedli wiejskich w rejonie koszechablskim wchodzącym w skład Republiki Adygei. W 2022 liczyło 3470 mieszkańców.